# Flermålsoptimering
Flermålsoptimering är en heuristisk metod för att samtidigt optimera flera målfunktion med motstridiga mål. Resultatet av en flermåloptimering visar på olika lösningar, ofta visad som en Paretofront, för de ingående målfunktionerna med de bästa avvägningarna som kan väljas för de olika målfunktionerna där beslutet om val av lösning lämnas till beslutsfattaren. Flermålsoptimering har tillämpats inom många vetenskapsområden, inklusive teknik, ekonomi och logistik där avvägningar måste göras mellan två eller flera motstridiga beslut, så kallad "trade-off".  